# 奧布魯切夫山
66°35′S 99°46′E / 66.583°S 99.767°E
奧布魯切夫山是南極洲的山峰，位於瑪麗皇后地，處於登曼冰川和斯科特冰川之間，以蘇聯的地質學家命名，現時由南極條約體系管理。